# Parves
Parves ist eine französische Ortschaft mit 356 Einwohnern (Stand 1. Januar 2022) im Département Ain in der Region Auvergne-Rhône-Alpes. Die vormals eigenständige Gemeinde befindet sich im Kanton Belley im gleichnamigen Arrondissement. 
Sie wurde mit Wirkung vom 1. Januar 2016 mit Nattages zur Commune nouvelle Parves et Nattages zusammengelegt. Seither ist sie eine Commune déléguée und der Hauptort der neuen Gemeinde. 

## Geografie
Nachbarorte sind Belley und Magnieu im Nordwesten, Massignieu-de-Rives im Nordosten, Nattages im Südosten und im Süden und Virignin im Südwesten.

## Bevölkerungsentwicklung
| Jahr      | 1962 | 1968 | 1975 | 1982 | 1990 | 1999 | 2008 | 2016 |
| --------- | ---- | ---- | ---- | ---- | ---- | ---- | ---- | ---- |
| Einwohner | 162  | 152  | 171  | 249  | 286  | 320  | 342  | 372  |